# Comuna Ciocani, Vaslui
Ciocani este o comună în județul Vaslui, Moldova, România, formată din satele Ciocani (reședința), Crâng, Crângu Nou și Podu Pietriș.

## Demografie
Componența etnică a comunei Ciocani
     Români (88,24%)
     Alte etnii (0%)
     Necunoscută (11,76%)
Componența confesională a comunei Ciocani
     Ortodocși (87,09%)
     Alte religii (1,08%)
     Necunoscută (11,82%)
Conform recensământului efectuat în 2021, populația comunei Ciocani se ridică la 1.573 de locuitori, în scădere față de recensământul anterior din 2011, când fuseseră înregistrați 1.638 de locuitori. Majoritatea locuitorilor sunt români (88,24%), iar pentru 11,76% nu se cunoaște apartenența etnică. Din punct de vedere confesional, majoritatea locuitorilor sunt ortodocși (87,09%), iar pentru 11,82% nu se cunoaște apartenența confesională.

## Istorie
La sfârșitul secolului al XIX-lea, comuna făcea parte din plasa Pereschivul a județului Tutova și era alcătuită din satele Ciocani și Movileni, cu o populație de 416 de locuitori. În comună existau trei biserici. La acea vreme, satul Crâng era parte din comuna urbană Bârlad, actualul municipiu Bârlad.
Anuarul Socec din 1925 consemnează comuna Ciocani în aceiași plasă, în aceiași structură și cu o populație de 634 de locuitori. În 1931, satul Crâng apare ca o comună suburbană a municipiului Bârlad, alcătuită doar din satul de reședință cu același nume.
În 1950, județele au fost desființate, după venirea regiumului comunist la putere, iar comuna a fost înglobată în regiunea Bârlad, dar după șase ani mai târziu, regiunea se desființează, iar comuna a fost transferată regiunii Iași. 
În acest timp, comuna Crâng este desființată, iar unicul său sat a fost inclus în comuna Ciocani. Tot atunci, pe teritoriul comunei Ciocani se înființează și satul Crângu Nou, la început sub denumirea de Valea Mitei, căpătând actualul său nume, în anul 1964.
În anul 1968, se revine la împărțirea țării pe județe, iar comuna a fost transferată județului Vaslui, căpătând forma actuală. Tot atunci, satul Movileni a fost transferat la comuna Coroiești.

## Politică și administrație
Comuna Ciocani este administrată de un primar și un consiliu local compus din 11 consilieri. Primarul, Gheorghe Călin[*], de la Partidul Social Democrat, este în funcție din 2016. Începând cu alegerile locale din 2024, consiliul local are următoarea componență pe partide politice:
|  | Partid                          | Consilieri | Componența Consiliului | Componența Consiliului | Componența Consiliului | Componența Consiliului | Componența Consiliului |
|  | ------------------------------- | ---------- | ---------------------- | ---------------------- | ---------------------- | ---------------------- | ---------------------- |
|  | Partidul Social Democrat        | 5          |                        |                        |                        |                        |                        |
|  | Partidul Național Liberal       | 2          |                        |                        |                        |                        |                        |
|  | Alianța pentru Unirea Românilor | 2          |                        |                        |                        |                        |                        |
|  | Alianța Dreapta Unită           | 2          |                        |                        |                        |                        |                        |